# Le journal tombe à cinq heures
Le journal tombe à cinq heures è un film del 1942 diretto da Georges Lacombe.

## Trama
La giovane giornalista Hélène Perrin e Pierre Rabaud, indagheranno su diversi eventi per l'importante quotidiano "La Dernière Heure": uno spettacolo aereo che finisce tragicamente, l'arrivo in Francia di un'attrice di Hollywood e una nave-faro sorpresa da una terribile tempesta.